# 乌塘镇
乌塘镇，是中华人民共和国广东省湛江市遂溪县下辖的一个乡镇级行政单位。

## 行政区划
乌塘镇下辖以下地区：
湛川村、乌塘圩村、浩发村、塘沟村、邦塘村、岑家村、山口陈村、山口王村、乌塘岭村、外坡村、边板村、迈机西村、油河村、安至塘村、罗屋村、车补塘村、边宜塘村、六口塘村、南座村、陆屋村、金屋村、扫手塘村、冷水村、边草塘村、米塘村、白水塘村、安贡村、梁村、庞村、新屋村、安铺仔村、北安村、周龙村、泉水村